# Nicolaes Gillis

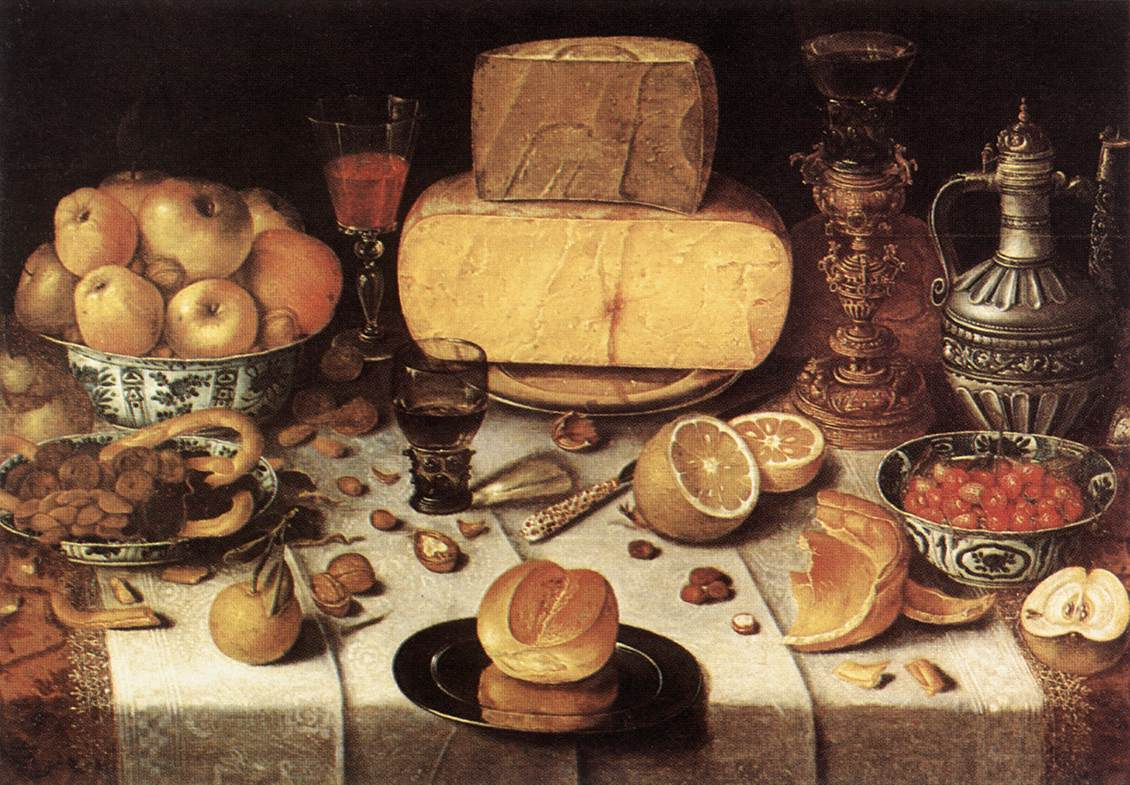
Mesa servida, óleo sobre tabla, 59 x 79 cm, Ámsterdam, colección particular. Firmado: Nicolaes Gillis fecit Aº 1612.

Nicolaes Gillis (fl. 1612-1632) fue un pintor de bodegones del Siglo de Oro neerlandés.
Son muy pocos los datos biográficos que se tienen de Nicolaes Gillis. Introductor en Haarlem del tipo de bodegón llamado «tabla servida» o «pequeño desayuno», nació en Amberes según consta por el registro de su matrimonio con Tanneken Abeels, de Brujas, celebrado el 22 de septiembre de 1615 en la Iglesia reformada neerlandesa. El primer bodegón conocido, fechado en 1612, pudo ser pintado ya en Haarlem donde recibió la influencia de Floris van Dijck y se le documenta hasta 1632.
Sus «pequeños desayunos» pintados con un punto de vista muy elevado muestran muchos de los rasgos característicos de este tipo de composiciones, como los grandes quesos de Gouda y de Edam, habituales en Haarlem, la combinación de piezas de estaño con otras de vidrio de diferentes calidades, con sus brillos y reflejos, las fuentes de porcelana china blanca y azul, recientemente introducidas en los ajuares domésticos e inmediatamente popularizadas, o la bandeja con el panecillo sobresaliendo ligeramente del borde de la mesa para ganar en profundidad.